# Total War: Three Kingdoms
 (avril 2019).
Total War: Three Kingdoms est un jeu vidéo de stratégie au tour par tour et de tactique en temps réel développé par Creative Assembly et publié par Sega le 23 mai 2019. Le jeu est le dixième opus de la série classique des Total War (hors trilogie Warhammer) dont il transpose le système de jeu en Chine durant les Chroniques des Trois Royaumes. Comme ses prédécesseurs, le jeu mélange des phases de stratégie au tour par tour, lors desquelles le joueur gère son empire province par province, et des phases d'affrontements tactiques se déroulant en temps réel dans un environnement en trois dimensions.

## Scénario
Le jeu commence en 190 apr. J.-C. au cours duquel la dynastie des Han, autrefois glorieuse, est sur le point de s'effondrer. Le nouvel empereur Han Xiandi, intronisé à l'âge de huit ans, a été manipulé par le premier ministre et seigneur de guerre Dong Zhuo, dont le règne oppressif mène au chaos. De nouveaux chefs de guerre se lèvent et forment des alliances pour lancer une campagne à son égard. Chaque chef de guerre ayant des ambitions personnelles et des allégeances en constante évolution, les champions issus des guerres qui se prolongent façonneront l’avenir de la Chine.

## Factions
12 factions sont jouables au lancement du jeu dans la grande campagne, pour un total de 36 factions avec les vassaux et les non jouables. Ayant des ambitions et des loyautés personnelles en constante évolution, les seigneurs de guerre ont tous des caractéristiques propres avec leurs faiblesses et leurs forces.
| Faction            | Seigneur de guerre | Disponibilité                                                                                |
| ------------------ | ------------------ | -------------------------------------------------------------------------------------------- |
| Royaume de Wei     | Cao Cao            | Jouable dès le début                                                                         |
| Royaume de Shu     | Liu Bei            | Jouable dès le début                                                                         |
| Royaume de Wu      | Sun Jian           | Jouable dès le début                                                                         |
| Dynastie Han       | Liu Hong           | Mandate of Heaven (DLC)                                                                      |
| Dynastie Han       | Liu Chong          | Mandate of Heaven (DLC)                                                                      |
| Dynastie Han       | Sun Ce             | Jouable dès le début                                                                         |
| Dynastie Han       | Yuan Shao          | Jouable dès le début                                                                         |
| Dynastie Han       | Gongsun Zan        | Jouable dès le début                                                                         |
| Dynastie Han       | Lü Bu              | Jouable dès le début                                                                         |
| Dynastie Han       | Yuan Shu           | Jouable dès le début                                                                         |
| Dynastie Han       | Dong Zhuo          | Déblocable après l'avoir battu sur le champ de bataille ou en ayant atteint le rang Empereur |
| Dynastie Han       | Kong Rong          | Jouable dès le début                                                                         |
| Dynastie Han       | Liu Biao           | Jouable dès le début                                                                         |
| Dynastie Han       | Ma Teng            | Jouable dès le début                                                                         |
| Dynastie Han       | Lu Zhi             | Jouable dès le début                                                                         |
| Dynastie Han       | Tao Qian           | Jouable dès le début                                                                         |
| Dynastie Han       | Shi Xie            | Jouable dès le début                                                                         |
| Bandits de Heishan | Zhang Yan          | Jouable dès le début                                                                         |
| Bandit             | Zheng Jiang        | Jouable dès le début                                                                         |
| Bandit             | Yan Baihu          | Jouable dès le début                                                                         |

## Contenus additionnels
Fidèle à la série, cet opus dispose de contenus additionnels parfois gratuits (FLC), mais souvent payants (DLC). Ils ajoutent principalement de nouvelles factions, héros et Seigneurs légendaires.
| Nom                     | Date de sortie | Description |
| ----------------------- | -------------- | --- |
| Yellow Turban Rebellion | Mai 2019       | Ajoute trois factions jouables associées à la rébellion des Turbans jaunes dans la campagne principale.                                                     |
| Reign of Blood          | Juin 2019      | Ajoute des effets sanglants et violents sur le champ de bataille.                                                                                           |
| Eight Princes           | Août 2019      | Ajoute une nouvelle campagne basée sur la guerre des huit princes pendant la dynastie Jin, qui se déroule 100 ans après le début de la campagne principale. |
| Mandate of Heaven       | Janvier 2020   | Ajoute une campagne préquelle à partir de 182, juste avant la rébellion des Turbans jaunes.                                                                 |
| A World Betrayed        | Mars 2020      | Ajoute une nouvelle campagne à partir de 194 après la campagne principale.                                                                                  |
| The Furious Wild        | Septembre 2020 | Étend la carte de campagne dans le sud-ouest et ajoute la faction des Nanman.                                                                               |
| Fates Divided           | Mars 2021      | Ajoute une nouvelle campagne qui commence en 200, elle se concentre sur la bataille de Guandu.                                                              |

| Nom             | Date de sortie | Description |
| --------------- | -------------- | --- |
| Dynasty Mode    | Août 2019      | Ce mode de jeu met en scène des héros devant résister à des vagues d'ennemis de plus en plus importantes. Il est intéressant de noter que ce contenu a été réalisé en partenariat avec Intel, afin d'optimiser les performances sur les processeurs de la marque. |
| Tao Qian        | Janvier 2020   | Ajoute le seigneur de guerre Tao Qian avec une mécanique unique de faction. |
| White Tiger Yan | Mars 2020      | Ajoute le chef des bandits Yan Baihu dans le sud-est de la Chine avec une mécanique unique de faction. |
| Shi Xie         | Septembre 2020 | Ajoute le gouverneur Shi Xie avec une mécanique unique de faction. |

## Accueil
L’agrégateur GameRankings attribue 85% au jeu.
Le site britannique PC Gamer déclare Total War: Three Kingdoms "meilleur jeu de stratégie de l'année 2019", louant notamment les nouvelles mécaniques par rapport au reste de la saga.
En mai 2021, le studio Creative Assembly annonce un nouveau jeu autour des Chroniques des Trois Royaumes, et l'arrêt du support du jeu Three Kingdoms. De nombreux joueurs mécontents organisent alors un review bombing sur Steam, Total War: Three Kingdoms affichant ainsi des avis "assez négatifs" et de nombreux DLC des avis "extrêmement négatifs" ; les joueurs pointent également du doigt des modifications promises par le passé, et n'ayant jamais vu le jour. Certains internautes annoncent également leur intention de boycotter le prochain Total War: Warhammer 3.